# Nikolái Ivánovich Kuznetsov (espía)
Nikolái Ivánovich Kuznetsov (en ruso: Николай Иванович Кузнецов; 27 de julio de 1911-9 de marzo de 1944), conocido bajo el seudónimo de Grachov, fue un agente de inteligencia soviético y guerrillero que operó en la Ucrania ocupada durante la Segunda Guerra Mundial.

## Biografía
Nació en una familia campesina cerca de Ekaterimburgo. Tenía talento para los idiomas, aprendiendo alemán, esperanto, polaco y ucraniano. En 1938 Kuznetsov se fue a Moscú y fue reclutado por el NKVD. Al comenzar la Segunda Guerra Mundial Kuznetsov pidió ser mandado a las guerrillas que operaban en la Ucrania ocupada. Participó en varias operaciones incluyendo el asesinato y secuestro de varios altos oficiales alemanes en las zonas de Rivne y Leópolis. Kuznetsov fue uno de los primeros oficiales de inteligencia soviéticos que descubrió los planes alemanes de ofensiva en Kursk y los de asesinar a los líderes aliados en la conferencia de Teherán en 1943 (Operación Weitsprung).

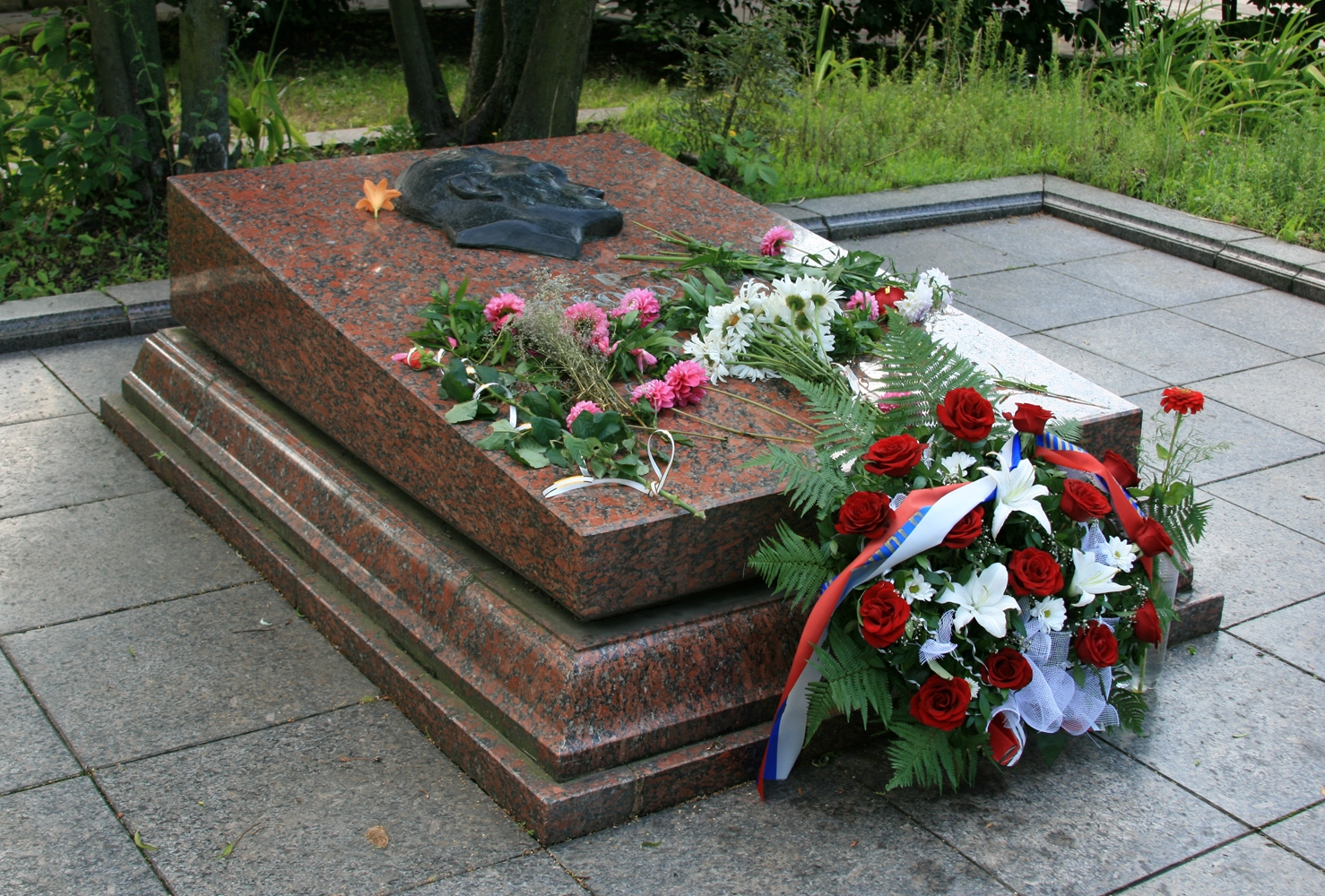
Tumba de Nikolái Ivánovich Kuznetsov en la Colina de la Gloria, Leópolis, Ucrania.

El 9 de marzo de 1944 murió cerca de Leópolis en un combate con miembros del Ejército Insurgente Ucraniano, que lo tomaron por un oficial alemán por llevar su uniforme. La versión soviética fue que al ser capturado por los nacionalistas, y vista su situación, se suicida con una granada, matando a sus captores. Otra versión dice que fue ejecutado por los nacionalistas.
Nikolái Ivánovich Kuznetsov fue condecorado póstumamente con el título de Héroe de la Unión Soviética. Sus restos descansan hoy en la Colina de la Gloria en Leópolis, Ucrania.